# Burg Guttenberg (Pfalz)
Die Burg Guttenberg (seltener auch Guttenburg) ist die Ruine einer Felsenburg nahe der französischen Grenze im deutschen Teil des Wasgaus, der zum südlichen Pfälzerwald (Rheinland-Pfalz) gehört.

## Geographie
Die Burg liegt als Höhenburg im Oberen Mundatwald etwa drei Kilometer westlich von Oberotterbach auf dem 503,1 m ü. NHN hohen Schloßberg. In jeweils einem Kilometer Entfernung schließen sich im Nordwesten die Hohe Derst (560,5 m) und im Süden der Hohe Kopf (496,9 m) an. Am Nordosthang des Schloßbergs unterhalb der Burg entspringt der Otterbach, der rechte Quellfluss des Michelsbachs.

## Geschichte
Möglicherweise erstmals erwähnt wurde die Burg 1151 als staufische Reichsburg, die durch den Ministerialen Landolfo de Gudenburc verwaltet wurde, oder mit Ulrich von Guttenberg (Udelricus de Gudenburhc), der 1174 dem Kloster Eußerthal eine Schenkung tätigte. Sichere erste Erwähnung ist 1246, als Isengard von Falkenstein, in Vertretung für ihren Ehemann Reichstruchsess Philipp I. von Falkenstein, die Burg an König Konrad IV. übergab.
Ab 1317 gelangte die Burg zur Hälfte als Lehen an die Grafen von Leiningen, während die andere Hälfte wenig später an die Kurpfalz fiel.
Bei der pfälzischen Teilung von 1410 wurde die Burg Herzog Stefan von Pfalz-Simmern-Zweibrücken zugeschlagen. Als in der Schlacht bei Reichshoffen am 5. Juni 1451 Schaffried (Geoffroy), Graf von Leiningen, in Gefangenschaft geraten war, kaufte er sich 1463 schließlich frei, indem er das „Schloss Gutenberg“ sowie die Burg Minfeld an die Herren von Lichtenberg abtrat. Die Leininger verloren damit ihren Besitzanteil, der über die Hanau-Lichtenberger an die wittelsbachische Seitenlinie Pfalz-Zweibrücken gelangte: Der Dynast von Lichtenberg verkaufte die Burg für 7000 Goldgulden an den Herzog von Zweibrücken, Ludwig den Schwarzen.
1525 im Deutschen Bauernkrieg wurde Burg Guttenberg vom lothringischen Bauernhaufen zerstört. Die Ruine wurde nicht wieder aufgebaut, das zugehörige Amt nach Dörrenbach verlegt. Mit dem Erlöschen der Heidelberger Kurlinie erhielt Pfalz-Zweibrücken 1559 auch die andere Hälfte der Herrschaft Guttenberg samt dem zugehörigen Teil der ruinösen Burg.
1680–1697 stand das Gebiet im Rahmen der Erfolge der Reunionspolitik unter französischer Oberhoheit. Von 1792 bis 1815 war die Region Teil von Frankreich und war dem Département Bas-Rhin (Departement Niederrhein) zugeordnet. Das Gebiet zwischen der Lauter und der Queich, damit auch die Ruine Guttenberg, kam aufgrund der im Zweiten Pariser Frieden (November 1815) getroffenen Vereinbarungen unter die Hoheit Österreichs. Im April 1816 wurde die gesamte Pfalz im Vertrag von München von Österreich an das Königreich Bayern abgetreten.
Nach dem Ende des Zweiten Weltkriegs kam die Anlage ins Eigentum des Landes Rheinland-Pfalz, stand aber von 1949 bis 1986 unter französischer Verwaltung.
Von 1989 bis 1995 wurden mit Unterstützung des Kuratoriums zu Erhaltung des Mundatwaldes Substanzsicherungen durchgeführt.

## Burganlage

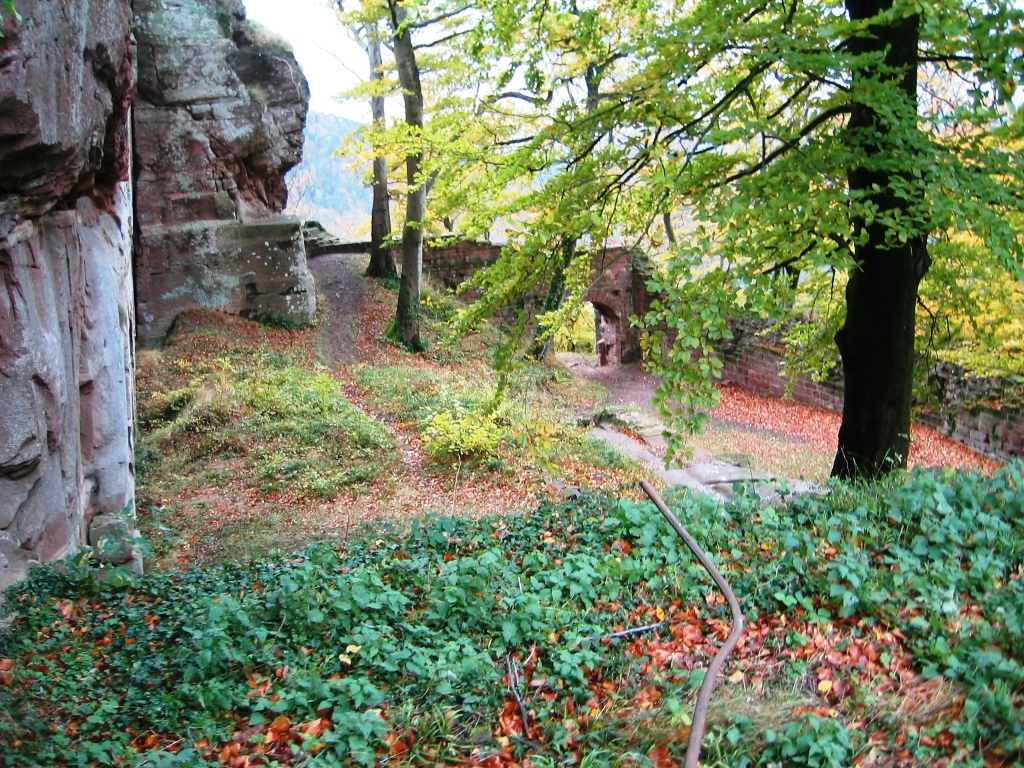
Burghof

Von der Burg sind nur geringe Teile erhalten, da sie nach ihrer Zerstörung als Steinbruch benutzt wurde. Auf der Bergkuppe errichtet, die von einem Felsenriff gekrönt ist, bedeckte sie ursprünglich eine Fläche von etwa 50 mal 25 Metern. Von den drei Türmen der Oberburg auf dem Felsenriff ist nur der Bergfried teilweise erhalten. Daneben befinden sich in diesem Bereich noch zahlreiche Balken- und Pfostenlöcher und die Reste einer in den Fels gehauenen Treppe, die einst als Verbindung zur Unterburg diente. Von dieser existieren noch Teile der Umfassungsmauer, Gebäudefundamente und ein Tor.
Heute stellt der Felsen der Oberburg eine Plattform dar, welche den Ausblick über den Oberen Mundatwald und die Rheinebene ermöglicht.

## Herrschaft Guttenberg
Die zur Herrschaft Guttenberg gehörigen Ortschaften teilten sich in die Obere und die Untere Gemeinschaft. Die Obere umschloss das später wüst gefallene Dorf Guttenberg, ferner die Dörfer Oberotterbach, Dörrenbach, Rechtenbach, Mundorf, Harwerden und die Exklave Münchweiler. Die Untere Gemeinschaft umfasste Minfeld, Kandel mit Höfen und Minderslachen, Freckenfeld, Vollmersweiler und Niederotterbach. Nach einem Gebietstausch zwischen Pfalz-Zweibrücken und der Kurpfalz 1768 wurde das bisherige Amt Guttenberg zum zweibrückischen Oberamt Guttenberg, dem die eingetauschten Ämter Selz und Hagenbach unterstellt waren.